# Telmatoscopus carpathicus
Telmatoscopus carpathicus és una espècie d'insecte dípter pertanyent a la família dels psicòdids que es troba a Europa: Eslovàquia.